# Csaba Csutorás
Csaba Csutorás (ur. 13 września 1937 w Budapeszcie, zm. 25 sierpnia 2014 tamże) – węgierski lekkoatleta (sprinter), dwukrotny olimpijczyk.
Zdobył brązowy medal w biegu na 400 metrów podczas Akademickich Mistrzostw Świata (FISU) w 1957 w Paryżu. Wystąpił na mistrzostwach Europy w 1958 w Sztokholmie, gdzie odpadł w półfinale biegu na 400 metrów.
Na igrzyskach olimpijskich w 1960 w Rzymie odpadł w eliminacjach biegu na 200 metrów i biegu na 400 metrów. Odpadł w półfinale biegu na 200 metrów i eliminacjach biegu na 100 metrów na mistrzostwach Europy w 1962 w Belgradzie, a sztafeta 4 × 100 metrów w składzie: Imre Babos, Csutorás, László Mihályfi i Gyula Rábai zajęła w finale 6. miejsce. Csutorás zwyciężył w sztafecie 4 × 100 metrów na Letniej Uniwersjadzie w 1963 w Porto Alegre.
Na igrzyskach olimpijskich w 1964 w Tokio odpadł w ćwierćfinale biegu na 200 metrów i w eliminacjach biegu na 100 metrów, a także w półfinale biegu sztafetowego 4 × 100 metrów (sztafeta węgierska biegła w składzie: Huba Rozsnyai, Csutorás, Mihályfi i Rábai). Zdobył srebrny medal w sztafecie 4 × 400 metrów na Letniej Uniwersjadzie w 1965 w Budapeszcie.
Csutorás był mistrzem Węgier w biegu na 100 metrów w latach 1961-1964, w biegu na 200 metrów w latach 1958, 1959, 1962 i 1964, w biegu na 400 metrów w latach 1958, 1959 i 1962 oraz w sztafecie 4 × 100 metrów w latach 1962-1965,  sztafecie 4 × 200 metrów w 1962 i 1964 i w sztafecie 4 × 400 metrów w latach 1960-1965.
Wielokrotnie poprawiał i wyrównywał rekordy Węgier, doprowadzając je do następujących wyników, będących równocześnie jego rekordami życiowymi:
- bieg na 100 metrów – 10,3 s (5 września 1964, Budapeszt)
- bieg na 200 metrów – 20,7 s (6 września 1964, Budapeszt)
- bieg na 400 metrów – 46,7 s (4 sierpnia 1962, Budapeszt)

Był również wielokrotnym rekordzistą Węgier w sztafetach 4 × 100 metrów (do wyniku 39,8 s 6 września 1964 w Budapeszcie) i 4 × 400 metrów (do wyniku 3:08,7 29 sierpnia 1965 w Budapeszcie).